# La Proie
La Proie (Prada)  este un film francez produs în anul 2011 sub regia lui Eric Valette.

## Acțiune
Franck Adrien (Albert Dupontel) din cauza unui furt la o bancă, se află de câteva luni în închisoare. Aici este închis în aceași celulă cu Jean-Louis Maurel (Stéphane Debac). Maurel, care este un ucigaș în serie, după eliberare din închisoare reușește nu numai să pună mână pe banii furați de Franck, însă îi ucide nevasta, și răpește fetița lui Franck. La aflarea veștii, Franck fiind ajutat de Manuel Carrega (Sergi López), un fost polițist, evadează și caută să-și regăsească fetița și să răzbune moartea soției sale. În acțiunea sa de căutare a lui Maurel, este împiedicat de polițista Claire Linné, care-l bănuiește ca făptaș al crimelor comise de Maurel. În cele din urmă Franck găsește fetița, dar este împușcat de Maurel, care va fi împușcat și el de polițiști. Filmul se termină cu o scenă în care fetiță  are nevoie de un logoped, într-o zi primește o scrisoare anonimă, din Maroc, cu un desen ciudat, ea își da seamă că scrisoarea provine de la tatăl ei.

## Distribuție
- Albert Dupontel ca Franck Adrien
- Alice Taglioni - Claire Linné
- Stéphane Debac ca  Jean-Louis Maurel
- Natacha Régnier - Christine Maurel
- Sergi López ca Manuel Carrega
- Caterina Murino ca Anna Adrien
- Zinedine Soualem ca Lucciani
- Lucien Jean-Baptiste ca Alex
- Serge Hazanavicius ca Lafay
- Jean-Marie Winling ca Pascaud